# Canton de Creil
Le canton de Creil est une circonscription électorale française située dans le département de l'Oise et la région Hauts-de-France.

## Histoire
Le canton de Creil a été créé sous la Révolution. Il a été supprimé par décret du 13 juillet 1973 créant les cantons de Chantilly, Creil-Nogent-sur-Oise, de Creil-Sud et de Montataire.
Un nouveau découpage territorial de l'Oise (département) entre en vigueur à l'occasion des élections départementales de 2015. Il est défini par le décret du 20 février 2014, en application des lois du 17 mai 2013 (loi organique 2013-402 et loi 2013-403). Les conseillers départementaux sont, à compter de ces élections, élus au scrutin majoritaire binominal mixte. Les électeurs de chaque canton élisent au Conseil départemental, nouvelle appellation du Conseil général, deux membres de sexe différent, qui se présentent en binôme de candidats. Les conseillers départementaux sont élus pour 6 ans au scrutin binominal majoritaire à deux tours, l'accès au second tour nécessitant 12,5 % des inscrits au 1er tour. En outre la totalité des conseillers départementaux est renouvelée. Ce nouveau mode de scrutin nécessite un redécoupage des cantons dont le nombre est divisé par deux avec arrondi à l'unité impaire supérieure si ce nombre n'est pas entier impair, assorti de conditions de seuils minimaux. Dans l'Oise, le nombre de cantons passe ainsi de 41 à 21.
Le canton de Creil est recréé par ce décret. Il est formé de communes des anciens cantons de Creil-Nogent-sur-Oise (1 fraction de commune) de Creil-Sud (1 fraction de commune) et de Pont-Sainte-Maxence (1 commune). Il est entièrement inclus dans l'arrondissement de Senlis. Le bureau centralisateur est situé à Creil.

## Représentation

### Conseillers généraux de 1833 à 1973
| Période | Période      | Identité                               | Étiquette                | Qualité                                                                             |
| ------- | ------------ | -------------------------------------- | ------------------------ | ----------------------------------------------------------------------------------- |
| 1833    | 1840 (décès) | Charles de Saint Cricq Cazeaux         |                          | Directeur de la manufacture de faïence Maire de Creil                               |
| 1840    | 1848         | Armand Houbigant                       |                          | Historien et antiquaire, maire de Nogent-les-Vierges, conseiller d'arrondissement   |
| 1848    | 1868 (décès) | Jules Juillet                          |                          | Docteur-médecin Maire de Creil (1846-1868)                                          |
| 1868    | 1878         | Baron Georges Ferdinand Emile de Condé |                          | Inspecteur général des chemins de fer Propriétaire du château de Montataire         |
| 1878    | 1910         | Jules Gaillard                         | Républicain              | Diplomate, propriétaire, puis économiste Député (1889-1910)                         |
| 1910    | 1919         | Jules Daussin                          | Républicain Progressiste | Maire de Montataire (1904-1919)                                                     |
| 1919    | 1936 (décès) | Jules Uhry                             | SFIO                     | Avocat Député (1919-1932 et 1933-1936) Maire de Creil (1919-1936)                   |
| 1936    | 1940         | Marcel Philippe                        | SFIO                     | Imprimeur Conseiller municipal de Creil                                             |
|         |              |                                        |                          |                                                                                     |
| 1945    | 1973         | Fernand Fournier                       | SFIO puis PS             | Commerçant Maire de Montataire (1938-1945) Elu en 1973 dans le Canton de Montataire |

### Conseillers d'arrondissement (de 1833 à 1940)
Le canton de Creil avait deux conseillers d'arrondissement.
| Période                                  | Période      | Identité                                      | Étiquette         | Qualité |
| ---------------------------------------- | ------------ | --------------------------------------------- | ----------------- | --- |
| 1833                                     | 1836         | Jacques Jacquin (1779-1861)                   |                   | Notaire à Chantilly (maire de 1839 à 1848)                                                                  |
| 1833                                     | 1845         | Charles Royer                                 |                   | Maire de Chantilly (1830-1837)                                                                              |
| 1836                                     | 1840         | Armand Gustave Houbigant                      |                   | Historien et antiquaire, maire de Nogent-les-Vierges                                                        |
| 1840                                     | 1848         | M. Decollins                                  |                   | Propriétaire à Creil                                                                                        |
| 1845                                     | 1848         | Jacques Jacquin                               |                   | Ancien notaire, maire de Chantilly (de 1839 à 1848)                                                         |
|                                          |              |                                               |                   | |
| 1852                                     | 1871         | Jean Auguste Gion (1801-1873)                 |                   | Juge de paix à Creil                                                                                        |
| 1852                                     | 1864         | Antoine François Prévost (1806-1893)          |                   | Ancien notaire à Chantilly, propriétaire à Paris                                                            |
| 1864                                     | 1877         | M. Bordes                                     |                   | Exploitant de carrières, maire de Saint-Leu-d'Esserent                                                      |
| 1871                                     | 1877         | M. Vaillant                                   |                   | Propriétaire à Creil                                                                                        |
| 1877                                     | 1880         | Germain Philippe Franchemont (1840-1890)      |                   | Meunier, banquier, propriétaire à Creil                                                                     |
| 1877                                     | 1883         | M. Lesiour                                    |                   | Propriétaire à Précy-sur-Oise                                                                               |
| 1880                                     | 1883         | Célestin Marcel Hérouart-Rodier (1833-1888)   |                   | Marchand de vins en gros à Montataire (maire de 1878 à 1886)                                                |
| 1883                                     | 1893 (décès) | M. Allary                                     |                   | Négociant à Creil                                                                                           |
| 1883                                     | 1892         | Louis-Gabriel Le Brun                         |                   | Ingénieur-constructeur, maire de Creil de 1882 à 1883 et de 1886 à 1891                                     |
| 1892                                     | 1898         | Henri Pauquet                                 |                   | Maire de Creil de 1892 à 1897                                                                               |
| 1893                                     |              | M. Coquatrix                                  |                   | Rentier à Saint-Leu-d'Esserent                                                                              |
| 1898                                     | 1907         | Jean-Dominique-Éli Fauré-Hérouart (1851-1927) |                   | Employé de magasin, maire de Montataire de 1895 à 1904                                                      |
| 1907                                     |              | Jules Daussin (1851-1936)                     |                   | Clerc de notaire, maire de Montataire                                                                       |
|                                          |              |                                               |                   | |
| 1919                                     |              | Léon Carluis (1872-1955)                      | SFIO puis PC-SFIC | Typographe, premier adjoint au maire de Creil (1919-1921)                                                   |
|                                          |              |                                               |                   | |
|                                          | 1937         | Auguste Génie (1861-1938)                     | SFIO              | Cafetier, maire de Montataire                                                                               |
|                                          | 1937         | Désiré Véret                                  | Radical           | Maire de Nogent-sur-Oise                                                                                    |
| 1937                                     | 1940         | Jean Cassé (1896-1947)                        | SFIO              | Agent de la SNCF, maire de Thiverny                                                                         |
| 1937                                     | 1940         | Henri Marlot (1900-1984)                      | SFIO              | Cheminot, adjoint au maire de Creil                                                                         |
| 1940                                     |              |                                               |                   | Les conseils d'arrondissement ont été suspendus par la loi du 12 octobre 1940 et n'ont jamais été réactivés |
| Les données manquantes sont à compléter. |              |                                               |                   | |

### Conseillers départementaux depuis 2015
| Période élective | Période élective | Mandat    | Mandat    | Identité                               | Nuance | Nuance | Qualité |
| ---------------- | ---------------- | --------- | --------- | -------------------------------------- | ------ | ------ | --- |
| 2015             | 2021             | 2015      | 2021      | Dominique Lavalette                    |        | PS     | Directrice d'école maternelle Ancienne conseillère municipale de Verneuil-en-Halatte |
| 2015             | 2021             | 2015      | mars 2020 | Jean-Claude Villemain (Démissionnaire) |        | PS     | Retraité de France-Télécom Maire de Creil (2008 → ) Président de la communauté de l'agglomération creilloise (2013 → 2016) Président de la communauté d'agglomération Creil Sud Oise (2017 → ) Conseiller général du Canton de Creil-Sud (2001 → 2015) |
| 2015             | 2021             | mars 2020 | 2021      | M. Adnane Akabli (Remplaçant)          |        | PS     | Chef d'entreprise Conseiller municipal de Creil (2014 → ) |
| 2021             | 2028             | 2021      | en cours  | Adnane Akabli                          |        | PS     | Conseiller sortant |
| 2021             | 2028             | 2021      | en cours  | Dominique Lavalette                    |        | PS     | Conseillère sortante |

### Résultats détaillés

#### Élections de mars 2015
À l'issue du 1er tour des élections départementales de 2015, deux binômes sont en ballottage : Dominique Lavalette et Jean-Claude Villemain (Union de la Gauche, 27,23 %) et Nathalie Calcagno et Guy Monnoyeur (FN, 27,03 %). Le taux de participation est de 42,71 % (8 180 votants sur 19 153 inscrits) contre 51,32 % au niveau départemental et 50,17 % au niveau national.
Au second tour, Dominique Lavalette et Jean-Claude Villemain (Union de la Gauche) sont élus avec 59,06 % des suffrages exprimés et un taux de participation de 43,65 % (4 526 voix pour 8 360 votants et 19 152 inscrits).
Le 30 mars 2020, Jean-Claude Villemain démissionne de son mandat de conseiller départemental au profit de son remplaçant, M. Adnane Akabli.

#### Élections de juin 2021
Le premier tour des élections départementales de 2021 est marqué par un très faible taux de participation (33,26 % au niveau national). Dans le canton de Creil, ce taux de participation est de 23,25 % (4 445 votants sur 19 115 inscrits) contre 32,46 % au niveau départemental. À l'issue de ce premier tour, deux binômes sont en ballottage : Adnane Akabli et Dominique Lavalette (PS, 36,24 %) et Sylvie Duchatelle et Philippe Kellner (DVD, 31,79 %).
Le second tour des élections est marqué une nouvelle fois par une abstention massive équivalente au premier tour. Les taux de participation sont de 34,36 % au niveau national, 32,8 % dans le département et 25,77 % dans le canton de Creil. 
Adnane Akabli et Dominique Lavalette (PS) sont élus avec 53,01 % des suffrages exprimés (2 472 voix pour 4 926 votants et 19 115 inscrits), devançant de 281 voix le binôme de la majorité sortante départementale  Sylvie Duchatelle et Philippe Kellne,,. La liste de droite a obtenu près de 84 % des voix Verneuil-en-Halatte, mais celle de gauche 67,2 % des suffrages à Creil, dont le poids démographique est largement supérieur, aboutissant donc à ce scrutin serré

## Composition

### Composition avant 1973
Le canton était composé de dix-neuf communes :
- Creil,
- Apremont,
- Blaincourt-lès-Précy,
- Chantilly,
- Coye-la-Forêt,
- Cramoisy,
- Gouvieux,
- Lamorlaye,
- Maysel,
- Mello,
- Nogent-sur-Oise,
- Montataire,
- Précy-sur-Oise,
- Saint-Leu-d'Esserent,
- Saint-Maximin,
- Saint-Vaast-lès-Mello,
- Thiverny,
- Villers-Saint-Paul,
- Villers-sous-Saint-Leu.

### Composition depuis 2015
Le nouveau canton de Creil comprend deux communes entières.
| Nom                           | Code Insee | Intercommunalité                | Superficie (km2) | Population (dernière pop. légale) | Densité (hab./km2) | Modifier                                    |
| ----------------------------- | ---------- | ------------------------------- | ---------------- | --------------------------------- | ------------------ | ------------------------------------------- |
| Creil (bureau centralisateur) | 60175      | CA Creil Sud Oise               | 11,09            | 36 494 (2022)                     | 3 291              | modifier les données · modifier les données |
| Verneuil-en-Halatte           | 60670      | CC des pays d'Oise et d'Halatte | 22,26            | 4 795 (2022)                      | 215                | modifier les données · modifier les données |
| Canton de Creil               | 6008       |                                 | 33,35            | 41 289 (2022)                     | 1 238              | modifier les données                        |

## Démographie
En 2022, le canton comptait 41 289 habitants, en évolution de +2,2 % par rapport à 2016 (Oise : +0,87 %, France hors Mayotte : +2,11 %).
| 2013   | 2018   | 2022   |
| ------ | ------ | ------ |
| 38 919 | 40 477 | 41 289 |